# Vitichi (kommun)

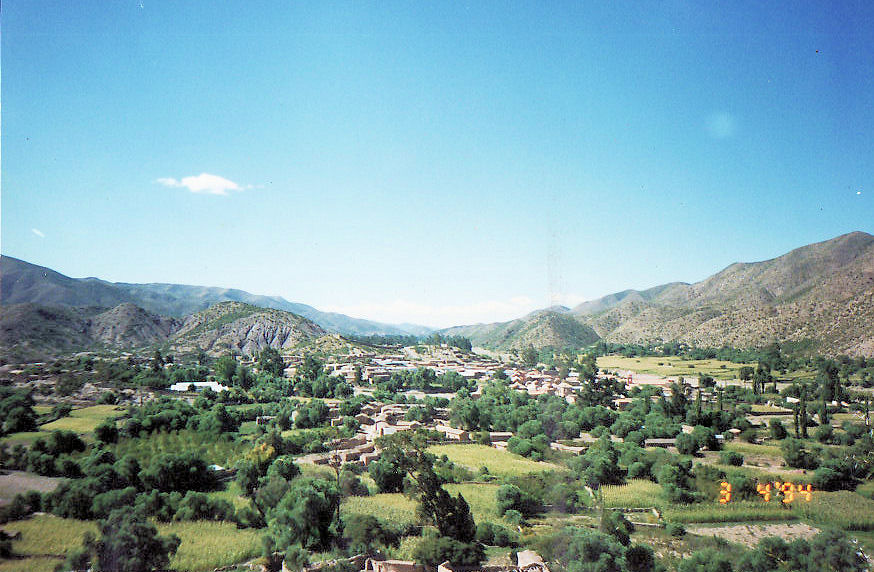
Vitichi

Vitichi är en kommun  i den bolivianska provinsen Nor Chichas i departementet Potosí. Den administrativa huvudorten är Vitichi.